# Жоффруа, Клод Франсуа

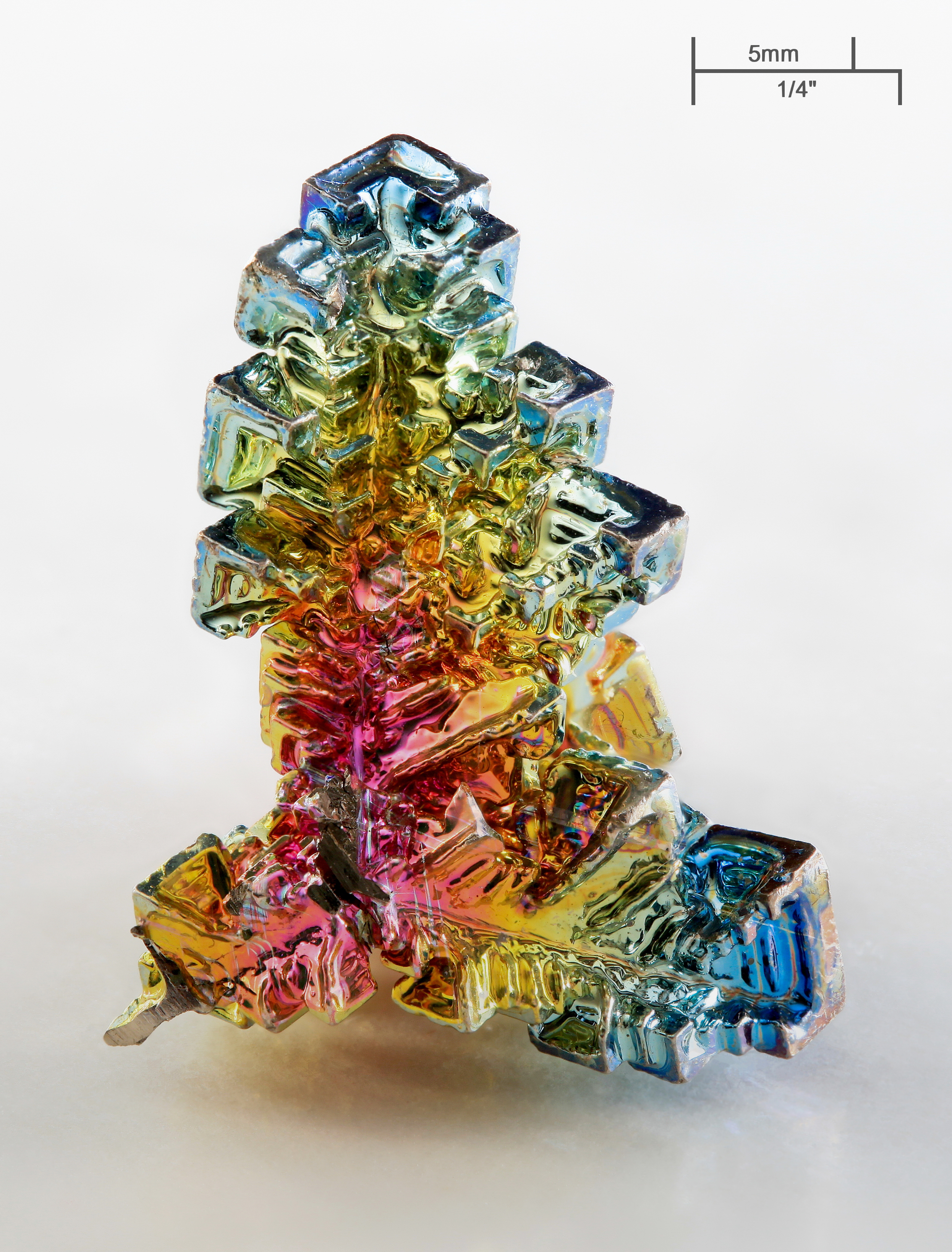
Кристаллы висмута.

Клод-Франсуа Жоффруа (фр. Claude-François Geoffroy; р. 1729, Париж — † 18 июня 1753, Париж) — французский аптекарь и химик. Открыл химический элемент висмут.

## Биография
Клод-Франсуа Жоффруа был старшим сыном Клода-Жозефа Жоффруа и Мари Дени, племянницы Жана Элло. Получил классическое образование, после которого занялся фармацевтикой под руководством отца, академика Французской академии наук.
С 1747 года зарегистрировался в бюро компании владельцев аптек и получил право управления в 1748 году. Позже Жоффруа унаследовал семейную аптеку от отца и выполнял функции фармацевта в городской больнице. При конкурсе в члены академии наук он прочитал лекции о висмуте и написал три заметки о химическом анализе этого элемента. Избран членом Французской академии наук 29 июля 1752 года.
В марте 1753 года Клод-Франсуа Жоффруа представил перед Академией наук свой труд «Analyse chimique du bismuth de laquelle il résulte une analogie entre le plomb et ce semi-métal», в котором провёл аналогию между свинцом и висмутом. В этом труде он также указал, что собирался проводить дальнейшие исследования элемента, однако преждевременная смерть не позволила ему осуществить запланированное.